# Siegfried Wagner
Siegfried Helferich Richard Wagner (Tribschen, 1869. június 6. – Bayreuth, 1930. augusztus 4.) német zeneszerző, karmester, rendező, librettóíró, Richard Wagner és Cosima Wagner egyedüli fia, így anyai ágon Liszt Ferenc unokája. Operaszerzőként ismert, 1908 és 1930 között, haláláig, a Bayreuthi Ünnepi Játékok vezetője volt.

## Élete
1869-ben Svájcban, a Vierwaldstätti-tó mellett fekvő, ma Luzernhez tartozó Tribschenben született Richard Wagner és Cosima Wagner harmadik gyerekeként. Cosima és Hans von Bülow válásának kimondása után, 14 hónapos korában keresztelték meg, így kaphatta meg a Wagner családnevet. R. Wagner fia, Siegfried születése után Cosimának szánt születésnapi ajándékként komponálta 1870-ben a Siegfried-idillt. Siegfried Wagner családjával Bayreuthban nőtt fel a Wahnfried-villában. 
Néhány fiatalkori kompozíciója 1882-re datálható, zeneszerzésre R. Wagner asszisztense, Engelbert Humperdinck és Julius Kniese tanítja, de az építészet jobban vonzza, így a középiskola elvégzése után építészetet tanult Berlinben és Karlsruhében.
1892-ben ázsiai útra vállalkozott Clement Harris angol zeneszerzővel, az utazás alatt határozta el, megválik az építészettől, a zene felé fordul. Szintén Harristől kapta az első homoszexuális impulzusokat. Az út során a fedélzeten született Sehnsucht c. szimfonikus költeménye vázlata, melyet csak 1895-re fejezett be, a bemutatón Wagner maga vezényelte Londonban 1895. jún. 6-án. A zeneszerzés mellett karmesterként is tevékeny, Bayreuthban másodkarmesterként 1894-ben debütált, 1896-tól a Bayreuthi Ünnepi Játékokon karmestereként vett részt, majd 1908-ban átvette a fesztivál irányítását anyjától, Cosima Wagnertől.
Több éves anyai ösztönzés után, 1915-ben nősült, feleségül vette az angol származású Winifred Williamst, a házasság biszexuális élete elfedését is szolgálta. Habár a házasság a család dinasztikus törekvéseinek megfelelt, a házasságukból négy gyerek született, Wieland (1917–1966), Friedelind (1918–1991), Wolfgang (1919–2010), Verena (1920–2019), de homoszexuális kapcsolatai megmaradtak. A házasság más szempontból is problematikus volt, Cosima Wagneren, majd feleségén, Winifred Wagneren keresztül a családot a nemzeti szocialista körök hálózták be. Hitler először 1923-ban volt a család vendége, majd Siegfried Wagner halála után özvegye vendégeként rendszeresen a Wahnfriedben is szállt meg a fesztivál ideje alatt, ekkortól gyerekei teljesen náci hatás alatt nevelődtek.
Az 1914-ben kirobbant első világháború a költséges ünnepi játékok megszakításához vezetett, a fesztivál finanszírozása érdekében S. Wagner karmesterként koncertturnékon vett részt a világ különböző részein, az USA-ban is, míg végül csak 1924-ben tudták azt folytatni. A fesztivál vezetőjeként ellenezte az Ünnepi Játékok fokozódó átpolitizálódását, a nacionalista körök annak kisajátítására irányuló törekvéseit, halála után ez mégis bekövetkezett, a Bayreuthi Ünnepi Játékok Hitler udvari színházává alacsonyult.
Siegfried Wagner 1930-ban Bayreuthban hunyt el, a fesztivál egyik próbája közben infarktust kapott, négy hónappal élte túl csupán anyját, Cosima Wagnert. Mivel két fia még kiskorú volt, a Bayreuthi Ünnepi Játékok irányítását özvegye, Winifred Wagner vette át. Két fia, Wieland Wagner, és Wolfgang Wagner, sikeres operarendezők lettek, a fesztivál vezetőiként folytatták a családi hagyományt.

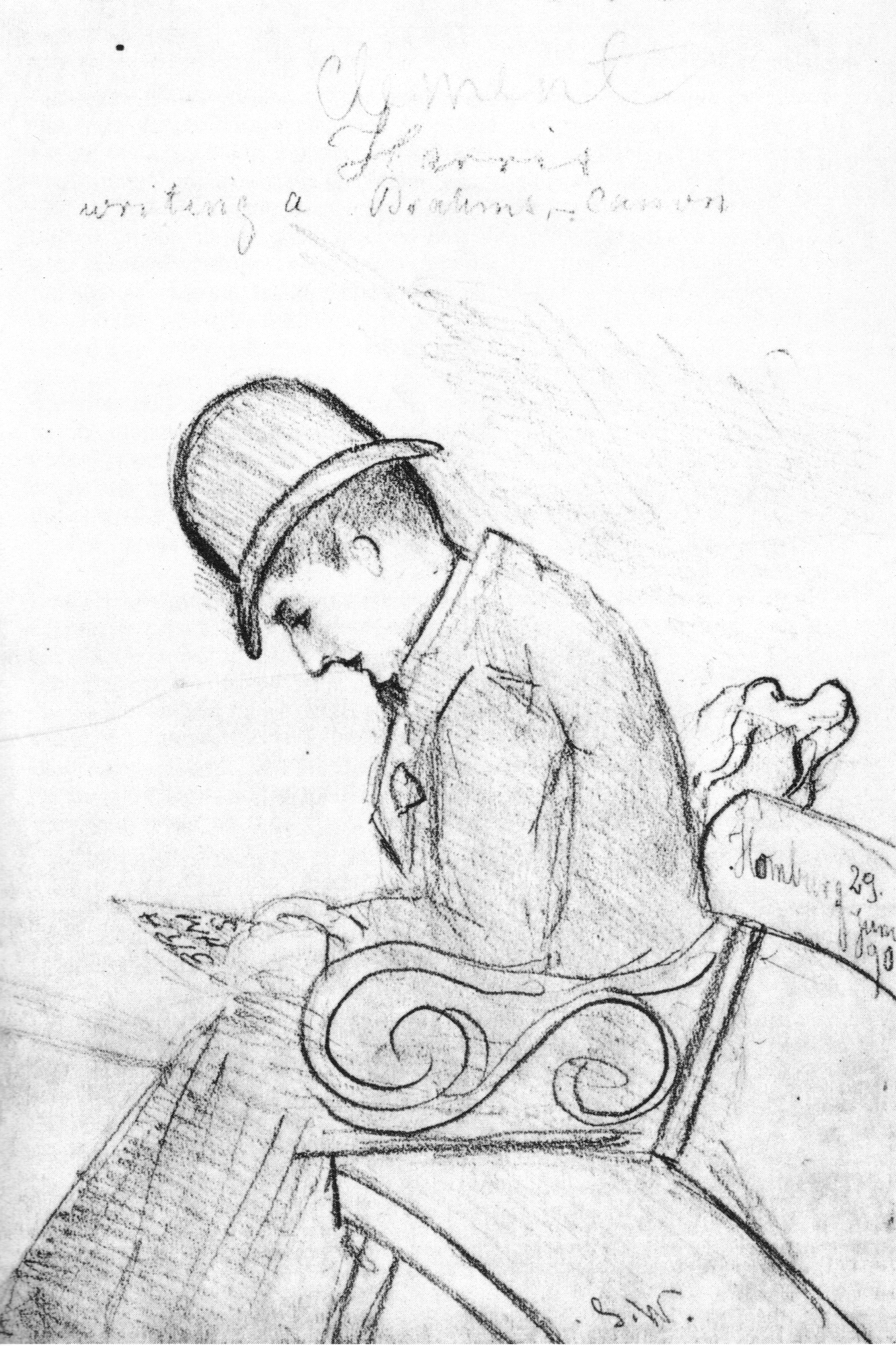
Clement Harrisről Siegfried Wagner által készített rajz
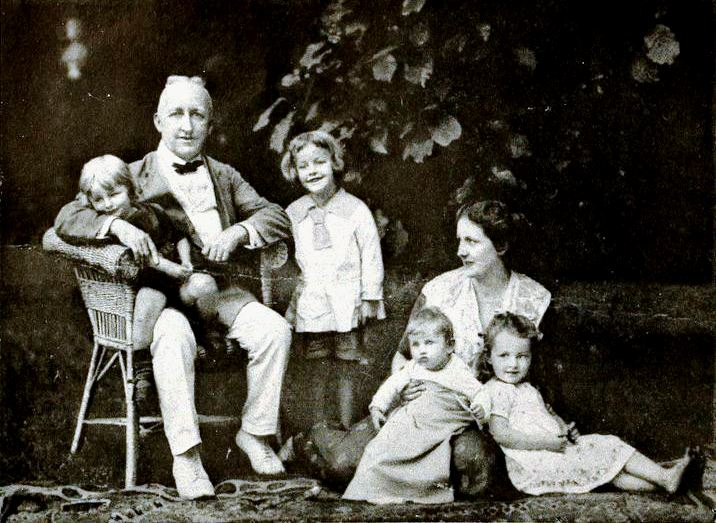
1922-ben gyerekeivel és feleségével
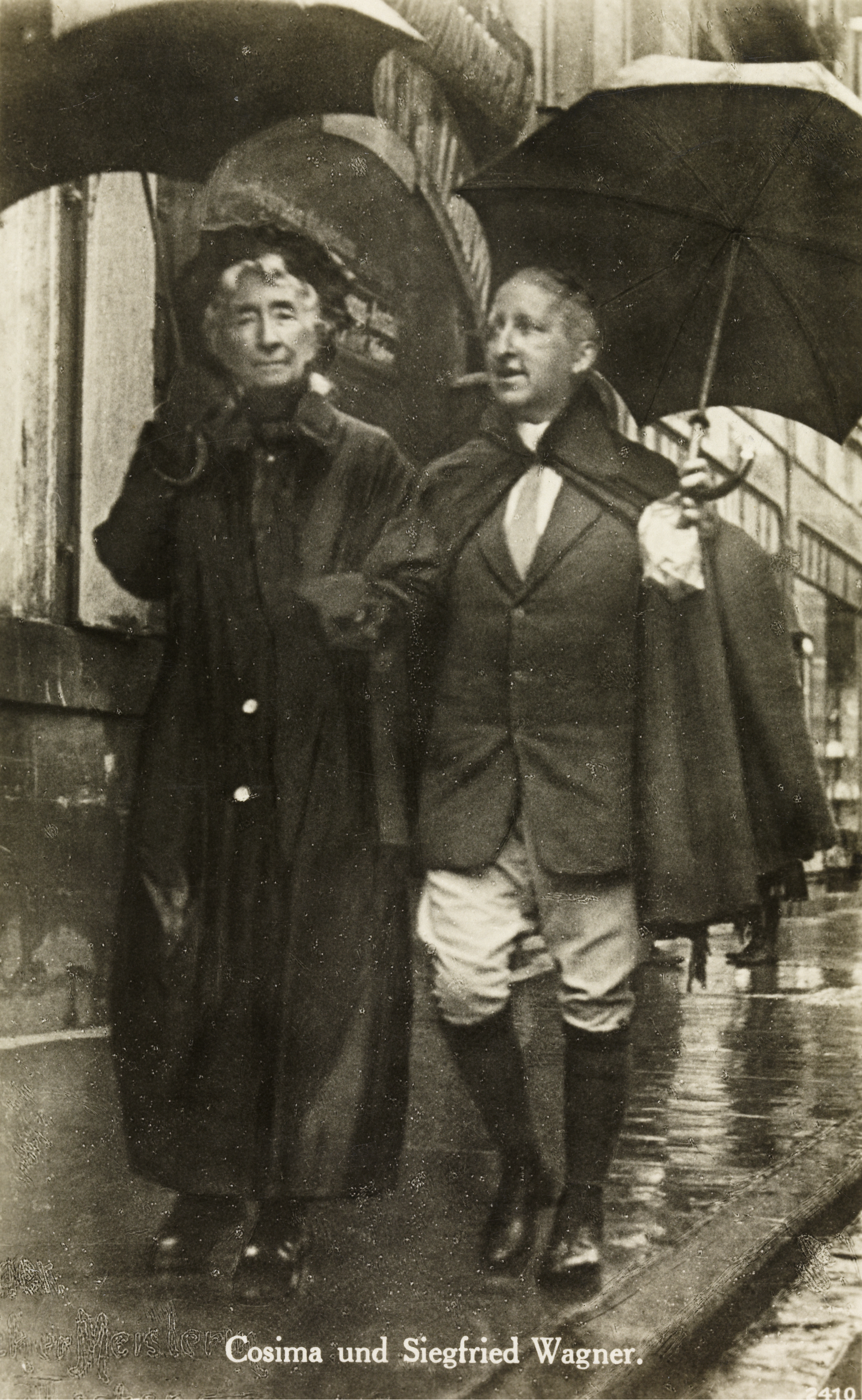
Cosima és Siegfried Wagner 1929-ben
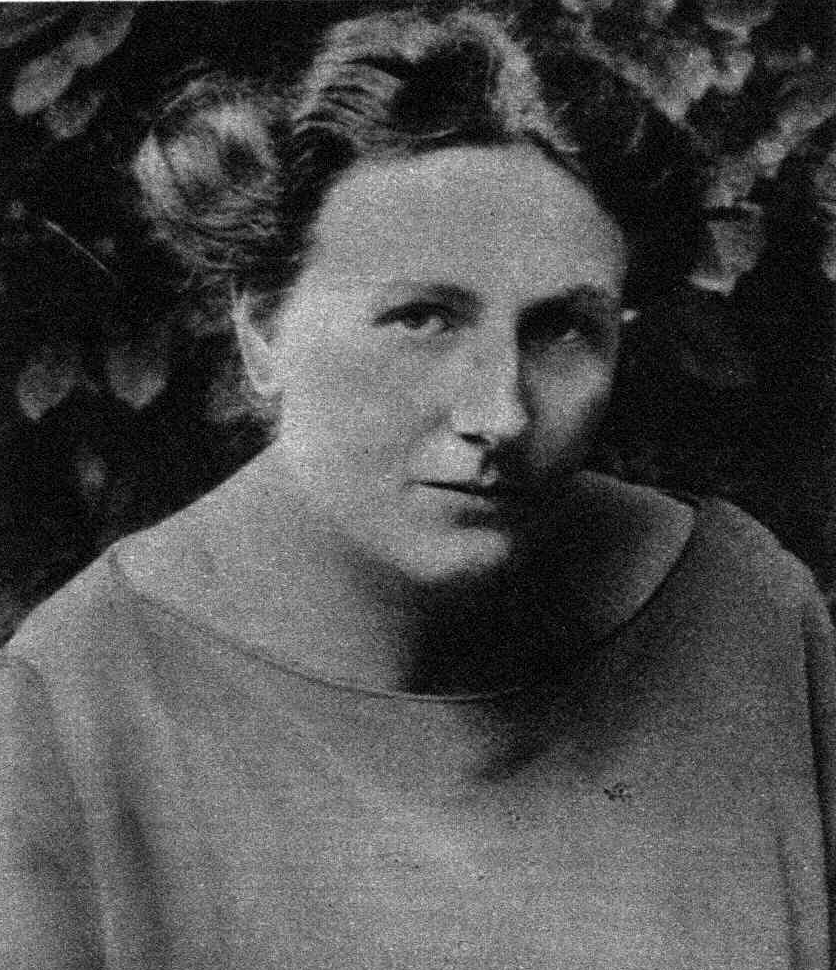
Özvegye, Winifred Wagner 1931-ben

## Zenéje
Siegfried Wagner több művének tematikája egybekapcsolódik. Első nagyszabású kompozíciójában, a Sehnsucht c. szimfonikus költeményében, egyik korábbi dala, a Frühlingsblick témája jelenik meg, de egyúttal megelőlegezi két későbbi operájának témáit is, ezek a Der Kobold és a Sternengebot. Hegedűversenye szorosan kapcsolódik az ugyanabban az időben keletkezett meseoperához, az An allem ist Hütchen schould! címűhöz. Operaszerzőként nemcsak R. Wagner nyomdokain járt, hanem apja elődeit is követte, zenéjén tanára, Engelbert Humperdinck hatása is érezhető. Legjelentősebb színpadi műve, a Der Bärenhäuter alapján ’rmeseoperák’ szerzőjeként vált ismertté. Összes operájához maga írta a librettókat, sokat közülük a frank-germán mondakörből, ill. a német népmesékből merítve. Zenetörténészek megemlítik melodikus fantáziájának gazdagságát, ami illeszkedett a cselekményben dús operáihoz. Darabjait saját pszichéje valamiféle bizarr kifejezésének látják, mely egyúttal felmutat egy elég sajátos humorérzéket is.
Gazdag életműve ellenére egyetlen kompozíciója sem lett repertoárdarab, alkalmanként, inkább kuriózumként hangzanak el.

## Művei

### Operák
- Der Bärenhäuter, ősbemutató 1899. január 22. München (magyarországi bemutató: 1900. február 3., Budapest)
- Herzog Wildfang, ősbemutató 1901. március 23., München
- Der Kobold, ősbemutató 1904. január 29. Hamburg
- Bruder Lustig, ősbemutató 1905. október 13., Hamburg
- Sternengebot, ősbemutató 1908. január 21., Hamburg
- Banadietrich, ősbemutató 1910. január 23., Karlsruhe
- Schwarzschwanenreich, ősbemutató 1918. november 5., Karlsruhe
- Sonnenflammen, ősbemutató 1918. október 30., Darmstadt
- Der Heidenkönig, ősbemutató 1933. december 16., Köln
- Der Friedensengel, ősbemutató 1926. március 4., Karlsruhe
- An allem ist Hütchen schuld!, ősbemutató 1917. december 6., Stuttgart
- Der Schmied von Marienburg, ősbemutató 1923. december 16., Rostock
- Rainulf und Adelasia, 1922, ősbemutató (hangversenyszerűen) 2003. október 4., Metzingen (Baden-Württenberg)
- Die heilige Linde, az előjáték ősbemutatója 1924. november 27., Rudolstadt, a teljes mű ősbemutatója 2001, Köln, Nyugatnémet Rádió (WDR)
- Wahnopfer, 1928 (befejezetlen), 1994. június 10., Rudolstadt)
- Walamund (befejezetlen), 1928
- Das Flüchlein, das Jeder mitbekam, 1929 (befejezetlen), ősbemutató (posztumusz hangszereléssel) 1984. augusztus 4. Kiel

### Zenekari művek
- Gottfried der Spielmann, induló (c. 1882) [10]
- Ekloge Liszt: Années de Pèlerinage, zenekari átirat (1890)
- Sehnsucht, szimfonikus költemény Schiller nyomán (1892–1895)
- Versenymű fuvolára és kamarazenekarra (1913)
- Hegedűverseny (1915)
- Und wenn die Welt voll Teufel wär, zenekari scherzo (1922)
- Glück, szimfonikus költemény (1922–23) Clement Harris emlékére
- C-dúr szimfónia (1925, átdolg.: 1927). (az első verzióban a Der Friedensengel előjátéka a lassú tétel, míg az átdolgozáshoz már új tételt komponált. A scherzo tétel alapja befejezetlen szimfonikus költeményének - Hans im Glück - a vázlataiból született)[10]

### Vokális művek
- Abend auf dem Meere, szoprán és zongora – szöveg: Henry Thode (1890)
- Frühlingsglaube, szoprán és zongora – szöveg: Ludwig Uhland (1890)
- Abend am Meer – szöveg: Alfred Meissner (1890)
- Schäfer und Schäferin (1897)
- Das Märchen vom dicken fetten Pfannekuchen, szóló hangra és zenekarra (1913)
- Wahnfried-idill (1918)
- Nacht am Narocz, tenor hangra és zongorára – szöveg: Günther Holstein (1919)
- Ein Hochzeitslied für unseren Erich und seine liebe 'Dusi'  (1922)
- Dryadenlied (1927)
- Weihnacht (1927)
- Frühlingsblick – szöveg: Nikolaus Lenau
- Frühlingstod – szöveg: Nikolaus Lenau

## Ajánlott magyar nyelvű irodalom
- Bauer, Hans-Joachim: A Wagner-család. Egy színházi dinasztia hatalma és titka. Ford. Szőke Ágnes. Budapest, ©2003 GABO Kiadó ISBN 9639526096
- Hamann, Brigitte: Winifred Wagner, avagy Hitler és Bayreuth. Ford. Győri László. Budapest, 2005. Európa Könyvkiadó ISBN 9630775611